# Muntiacus reevesi
El muntíaco de Reeves (Muntiacus reevesi) es una especie de mamífero artiodáctilo de la familia Cervidae. Se encuentra ampliamente extendido en el sur de China y en Taiwán, además de en el Reino Unido, donde ha sido introducido.

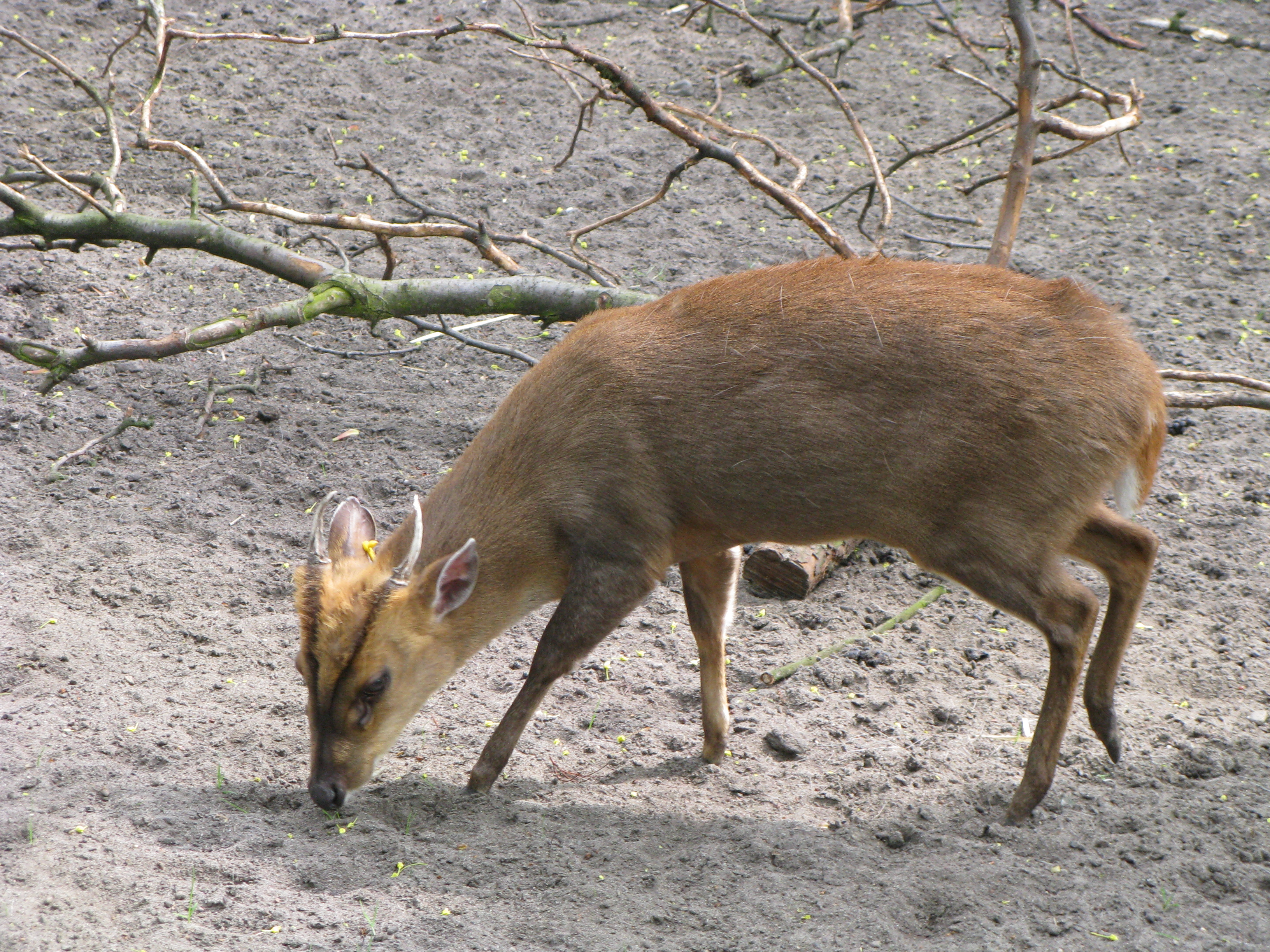
Muntiacus reevesi en el Jardín zoológico de Toruń (Polonia)